# Halichoeres pardaleocephalus
Halichoeres pardaleocephalus là một loài cá biển thuộc chi Halichoeres trong họ Cá bàng chài. Loài này được mô tả lần đầu tiên vào năm 1849.

## Từ nguyên
Không rõ nghĩa của từ định danh pardaleocephalus này, có lẽ được ghép bởi hai âm tiết trong tiếng Hy Lạp cổ đại: párdalis (πάρδαλις; "con báo") và kephalês (κεφαλῆς; "đầu"), hàm ý đề cập đến các vệt đốm xanh trên đầu của loài cá này.

## Phạm vi phân bố và môi trường sống
H. pardaleocephalus được ghi nhận tại đảo Bali và Sumatra (Indonesia); bờ biển phía tây Thái Lan và phía nam Ấn Độ. H. pardaleocephalus sống trên nền cát và đá vụn gần các rạn san hô ở độ sâu đến ít nhất là 10 m.

## Mô tả
H. pardaleocephalus có chiều dài cơ thể lớn nhất được ghi nhận là 12 cm.
Số gai ở vây lưng: 9; Số gai ở vây hậu môn: 3; Số gai ở vây bụng: 1; Số tia vây ở vây bụng: 5.

## Sinh thái học
H. pardaleocephalus sống đơn độc và có thể hợp thành một nhóm nhỏ.